# 庫爾迪加市鎮
庫爾迪加市鎮是拉脫維亞的市镇，位於該國西部，行政中心为库尔迪加。市镇面積为2,505.2平方公里，人口数量为31,633人（2018年）。

## 历史
庫爾迪加市鎮设立于2009年。2021年7月1日，阿爾松加市鎮和斯克倫達市鎮合并至庫爾迪加市鎮。合并后的庫爾迪加市鎮与2009年之前的庫爾迪加區范围相同。